# Glutatione deidrogenasi (ascorbato)
La glutatione deidrogenasi (ascorbato) è un enzima appartenente alla classe delle ossidoreduttasi, che catalizza la seguente reazione:
2 glutatione + deidroascorbato ⇄ glutatione disolfuro + ascorbato